# Puente Krymski
El puente Krymski o puente de Crimea (en ruso: Крымский мост) es un puente colgante en Moscú. El puente tiene una extensión de 668 m sobre el río Moscova y se ubica 1800m al suroeste del Kremlin. El puente forma parte del Anillo de los Jardines (Садовое кольцо, Sadóvoye koltsó) a través del río y conecta la plaza de Crimea al norte con la avenida Krymski Val al sur. En sus proximidades se encuentran las estaciones del Metro de Moscú Park Kultury y Oktyabrskaya.
El puente existente en la actualidad fue terminado en mayo de 1938, como parte del ambicioso plan de reconstrucción lanzado por José Stalin para el centro de Moscú. Es un diseño del ingeniero V. P. Konstantinov y del arquitecto A. V. Vlasov, siendo el cuarto puente en este sitio, y el único puente colgante en todo Moscú.

## Historia
El primer puente Krymski fue un puente de pontones construido en madera en 1786. Posteriormente, fue reconstruido como una calzada de madera fija con una abertura central de 15 metros para permitir la navegación de barcazas por el río. Ambos puentes de madera fueron frecuentemente dañados por el hielo y las inundaciones, y tuvieron que ser reparados en numerosas ocasiones.
El primer puente de acero, fue construido en 1873 por Amand Struve con un diseño de V. K. Speyer. Este puente, consistía en dos cajas de vigas de hierro de 64 metros de largo, sostenidas por el pilar central. El tráfico se movía dentro de las cajas, lo cual resultaba en un esquema congestionado de tráfico e inseguro. Las compañías de tranvías emitieron una regla de que solo un tranvía puede estar en el puente a la vez, para evitar congestiones de tráfico.
Durante la reconstrucción de Moscú por Stalin, todos los puentes en el centro de la ciudad fueron reconstruidos o programados para su demolición. El puente Krymsky estaba programado para ser reemplazado en 1935. El viejo puente tuvo que operar hasta que se completara el sustituto, porque la capital soviética no podía permitirse la interrupción del servicio a lo largo del Anillo del Jardín. Entre el 21 de mayo y el 26 de mayo de 1936, el viejo puente fue desplazado cincuenta metros de su sitio sobre pilares temporales. Por primera vez en la historia soviética, una estructura de 4000 toneladas y 128 metros fue reubicada con éxito. El viejo puente estuvo en funcionamiento hasta que se completó el nuevo puente el 1 de mayo de 1938.

## Puente moderno
La longitud total del puente con rampas de aproximación es de 668 metros (el puente en sí 262.5 metros, abarca 47.25 + 168.0 + 47.25 metros). Su ancho total es de 38,4 metros, incluida una carretera de 24 metros (6 carriles) y dos carriles peatonales de 5 metros.
Las cadenas portantes están armadas con trozos de acero SDS (СДС, Acero [para el] Palacio de los Soviets) conformados por la empresa NKMZ, cada eslabón consiste en varias tiras de unos 4 m de largo solapadas cada una de 4 centímetros de grosor y 93 centímetros de ancho. Las cadenas soportan dos vigas maestras (cada una de más de 300 metros de largo), con sus extremos anclados a grandes contrapesos de hormigón. Las vigas maestras son cruzadas con vigas en I de 50 centímetros, separadas 1,6 metros; estas vigas soportan una cubierta de hormigón.
El puente fue representado en sellos postales soviéticos dos veces: en marzo de 1939 y diciembre de 1948. Visualmente único, el Puente Krymsky es uno de los menos efectivos en términos de costos de materiales. Consumió casi 10,000 toneladas de acero, o 1 tonelada métrica por metro cuadrado de cubierta (en sí misma, con una proporción muy baja de uso de área, 24 a 38.4).
La cubierta del puente fue reemplazada en 2001. Durante las reparaciones, el tráfico se restringió, pero nunca se cerró por completo.